# Якопо Контаріні
Якопо Контаріні (італ. Jacopo Contarini) — 47-й венеційський дож.

## Біографія
Належав до патриціанського роду Контаріні, гілки ді Сан Сільвестро. Прямий нащадок дожа Доменіко Контаріні. Син Доменіко Контаріні, одного з радників дожа. У 1247 році підписав акт як суддя та радник. 1252 року як радник підписав наказ дожа Маріно Морозіні венеційському шляхтичу Андреа Гізі передати острів Андрос Венеційській республіці.
1260 року призначається членом Авагадорії. У 1261 році став одним із чотирьох посланців, відправлених з привітанням до новообраного папи римського Урбана IV.
1265 року разом з Якопо Дельфіно очолював венеційське посольство до візантійського  імператора Михайла VIII, яке уклало з останнім 18 червня мирний договір, але його не було ратифіковано Венецією. У 1267 році його обрали прокуратором комісарів, її обіймав до серпня 1275 року.
6 вересня 1275 року його обрали дожем як компроміс між двома основними фракціями. Водночас Мала рада нав'язала нові умови для діяльності дожа: він та наступні дожі повинні відмовитися від ленів для себе та своїх дітей, зобов'язання взяти за дружину венеційку та зобов'язання щодо неупередженості в політичних суперечках. Формулу кляту також було переглянуто шляхом видалення прологу, з яким новообраний поставав перед народом у майже царській позі, вихваляючись своєрідним божественним посвяченням.
У 1276 році надіслав послів до Константинополя, щоб переглянути договір 1268 року. Це призвело до угоди, укладеної 19 березня 1277 року. Її термін обмежений двома роками. Після закінчення терміну дії, вона не була продовжена.
В іншому значну частину керування перебрала на себе Мала рада. Це був один із найважчих періодів для Республіки, якій довелося пережити голод, чуму та, нарешті, руйнівний землетрус. До стихійних лих додалися війни з Анконою та Каподістрією, що не були вдалими. такий стан речей посилився фінансові труднощі та соціальну напругу. Загальне невдоволення часто призводило до насильства. У відповідь на це посилилась активність Володарів Ночі та П'ятьох за Мир. Було викрито змову Джованні Сарацено з метою захоплення влади.
Прикутий до ліжка, часто замінюваний своїм радником Нікколо Навальозо, між кінцем лютого та початком березня 1280 року він пішов у відставку. Останній місяць свого життя він провів у палаці Бокассі в Сан-Луці, де й помер 6 квітня. Поховано у мармуровій гробниці у монастирі Санта-Марія-Глоріоза-дей-Фрарі.